# З іншого виміру
«З іншого виміру» (англ. From Beyond) — американський фантастичний фільм жахів 1986 року, екранізація оповідання Говарда Лавкрафта.

## Сюжет
Вчений, доктор Едвард Преторіус, розробив машину, здатну зробити видимим інший вимір. Його помічник, доктор Кроуфорд Тіллінгхаст, випробовує машину і його кусає істота, що зненацька з'явилася поруч. Він вимикає машину та повідомляє про експеримент Преторіусу. Тоді Преторіус, одержимий жадобою до знань, вмикає машину заново та божеволіє. Події в будинку привертають увагу сусідки, яка викликає поліцію. Коли поліція прибуває, вона знаходить Преторіуса обезголовленим і знекровленим. Кроуфорда, що розбив машину сокирою, заарештовують за підозрою у вбивстві.
Збожеволілого Кроуфорда відправляють до психіатричної лікарні, під нагляд лікарки, доктора Кетрін Макмайклс. Кетрін вислуховує Кроуфорда, який розповідає, що Преторіус створив машину, яка стимулює ріст епіфізу, посилюючи сприйняття невидимого виміру. Кетрін наказує зробити Кроуфорду комп'ютерну томографію, яка засвідчує, що епіфіз Кроуфорда збільшений. Лікарка вважає, що треба ввімкнути машину повторно та дослідити її вплив. Її та Кроуфорда супроводжує детектив Бубба Браунлі, який розслідував смерть Преторіуса.
Кетрін і Кроуфорд ремонтують машину. Кроуфорд повторно активує її, що призводить до появи летючих істот, одна з яких кусає Буббу, що не послухав застереження не рухатися. Потім у приміщенні виникає оголений Преторіус, який пояснює, що він не помер, а перейшов на інший рівень існування і перетворюється на потвору. Кроуфорд вимикає машину і Преторіус із навколишніми істотами зникають.
Кетрін вважає, що машина може допомогти в розумінні шизофренії і пропонує скористатися нею знову. Та Бубба й Кроуфорд не погоджуються. Поки Бубба та Кроуфорд сплять, Кетрін сама вмикає машину, матеріалізуючи спотвореного Преторіуса. Той хапає Кетрін, щоб захопити її розум і забрати її в невидимий вимір. Кроуфорд і Бубба спускаються в підвал, щоб вимкнути електрику, але стикаються з гігантським червоподібним монстром, який нападає на Кроуфорда. Буббі вдається вимкнути електрику, тому Преторіус знову відступає. Проте, у Кетрін зростає сексуальна збудженість і потяг до Кроуфорда, оскільки її епіфіз збільшений.
Бубба вважає, що в будинку не можна лишатися. Поки Кетрін вагається, Преторіус якимось чином повертається, і вмикає машину. Кроуфорд, Кетрін і Бубба біжать на горище, щоб спинити його. На Кетрін і Кроуфорда нападають істоти, схожі на бджіл, які потім згризають Буббу до кісток, коли він випадково спрямовує на себе світло ліхтарика. Кроуфорд відбивається від Преторіуса і звільняє Кетрін з його щупалець. Преторіус закликає підкоритися бажанням і епіфіз Кроуфорда виростає з його лоба, як щупальце. Чоловік бачить Преторіуса «прекрасним», але Кетрін спричиняє коротке замикання за допомогою вогнегасника.
Кетрін повертає Кроуфорд до лікарні, де її перевіряють на божевілля та шизофренію, оскільки її історія надто неймовірна. Поки Кетрін оговтується, у Кроуфорда періодично виникають напади агресії і він убиває доктора Блока, начальника Кетрін. Кетрін тікає і повертається до будинку Преторіуса з саморобною бомбою. За нею слідує божевільний Кроуфорд.
Коли Кроуфорд нападає на Кетрін, щоб з'їсти її мозок, вона відкушує його видовжений епіфіз, повертаючи його до тями. Вплив Преторіуса з іншого виміру змушує машину запрацювати. Преторіус повертається і обезголовлює Кроуфорда, але свідомість жертви опирається і розриває тіло Преторіуса. Кетрін тікає через горищне вікно перед тим, як вибух знищує будинок.
Вилетівши на вулицю, Кетрін ламає ногу, і сусіди помічають її, допитуючись, що сталося. Але вони не отримують відповіді, Кетрін кидає то в сміх, то в плач.

## У ролях
| Актор                | Роль                      |
| -------------------- | ------------------------- |
| Джеффрі Комбс        | Кроуфорд Тілінгаст        |
| Барбара Кремптон     | доктор Кетрін МасМайклз   |
| Тед Сорел            | доктор Едвард Преторіус   |
| Кен Форі             | Бубба Браунлі             |
| Керолін Парді-Гордон | доктор Блох               |
| Банні Саммерс        | сусідка                   |
| Брюс МакГвайр        | Джордан Фієлдс            |
| Дель Рассел          | водій швидкої допомоги    |
| Дейл Вайатт          | фельдшер                  |
| Карен Крістенфелд    | медсестра                 |
| Енді Міллер          | медик з гамівною сорочкою |
| Джон Лімер           | медик з електрошоком      |
| Реджина Бліз         | зв'язана дівчина          |

## Саундтрек
| Список треків | Список треків                                                | Список треків |
| #             | Назва                                                        | Тривалість    |
| ------------- | ------------------------------------------------------------ | ------------- |
| 1.            | «Original Main Title»                                        | 2:37          |
| 2.            | «The Resonator/Main Title»                                   | 6:07          |
| 3.            | «We Saw Creatures»                                           | 1:20          |
| 4.            | «Back to the Pretorius House»                                | 3:01          |
| 5.            | «Crawford's Anxiety»                                         | 1:58          |
| 6.            | «Pretorius's Madness»                                        | 1:53          |
| 7.            | «She's So Pretty»                                            | 1:04          |
| 8.            | «The Lampre from Beyond»                                     | 8:13          |
| 9.            | «The Mutations»                                              | 5:13          |
| 10.           | «Escape from the Mental Hospital/Beyond the Pretorius House» | 5:59          |
| 11.           | «The Final Battle in the Beyond»                             | 4:44          |
| 12.           | «Catherine Survives... But?»                                 | 1:21          |
| 13.           | «End Title»                                                  | 2:32          |
| 46:06         |                                                              |               |

## Сприйняття
Фільм отримав загалом позитивні відгуки критиків. На агрегаторі Rotten Tomatoes фільм отримав 80% схвальних рецензій від критиків із середнім рейтингом 6,8/10.